# 曹玹
济阳怀王曹玹（？—210年代），曹操的儿子，母亲是秦夫人。他的同母兄是曹峻。
建安十六年（211年）封西乡侯。但夭折早薨，无子。

## 嗣子
建安二十年（215年），曹操以沛王曹林子曹赞袭封曹玹爵邑，曹赞也早薨，无子。
文帝曹丕又以曹赞之弟曹壹袭曹玹。黄初二年（221年），曹壹改封济阳侯。四年（223年），进爵为济阳公。太和四年（230年），魏明帝曹叡追进曹玹公爵，谥号怀公。六年（232年），又进号怀王，追谥曹赞为西乡哀侯。
曹壹死后，谥号悼公。子曹恆嗣位。

## 延伸阅读
[在维基数据编辑]
 《三國志·卷20》，出自陳壽《三國志》